# I maestri della scultura
I maestri della scultura è stata una collana di fascicoli d'arte, edita dalla casa editrice Fratelli Fabbri dal 1965 al 1967. Direttore responsabile era Dino Fabbri, coadiuvato da Franco Russoli e Renata Negri. 

## Elenco dei fascicoli
In totale si contano 112 numeri o fascicoli della collana, due numeri di indici e repertori.
| Numero del fascicolo | Titolo                                                     |
| -------------------- | ---------------------------------------------------------- |
| 1                    | Antonio Pollaiolo                                          |
| 2                    | Giovanni Pisano                                            |
| 3                    | Medardo Rosso                                              |
| 4                    | Arnolfo di Cambio                                          |
| 5                    | Jacopo della Quercia                                       |
| 6                    | Giacomo Manzù                                              |
| 7                    | Luca della Robbia                                          |
| 8                    | Lorenzo Ghiberti                                           |
| 9                    | Marino Marini                                              |
| 10                   | Jean Goujon                                                |
| 11                   | Jacobello e Pierpaolo dalle Masegne                        |
| 12                   | Alonso Berruguete                                          |
| 13                   | Giambologna                                                |
| 14                   | Vincenzo Gemito                                            |
| 15                   | Niccolò dell'Arca                                          |
| 16                   | Bonanno Pisano                                             |
| 17                   | Francesco Antonio Bustelli                                 |
| 18                   | Ignaz Günther                                              |
| 19                   | Giacomo Serpotta                                           |
| 20                   | Tino di Camaino                                            |
| 21                   | Gianlorenzo Bernini : prima parte                          |
| 22                   | Gianlorenzo Bernini : seconda parte                        |
| 23                   | Umberto Boccioni                                           |
| 24                   | Andrea del Verrocchio                                      |
| 25                   | Julio Gonzalez                                             |
| 26                   | Giovanni Antonio Amadeo                                    |
| 27                   | Henry Moore                                                |
| 28                   | Wiligelmo                                                  |
| 29                   | Auguste Rodin                                              |
| 30                   | Benvenuto Cellini                                          |
| 31                   | Donatello : prima parte                                    |
| 32                   | Donatello : seconda parte                                  |
| 33                   | Alonso Cano                                                |
| 34                   | Michael Pacher                                             |
| 35                   | Antonio Rizzo                                              |
| 36                   | Pablo Picasso                                              |
| 37                   | Jacopo Sansovino                                           |
| 38                   | Desiderio da Settignano                                    |
| 39                   | Francisco Salzillo                                         |
| 40                   | Alessandro Vittoria                                        |
| 41                   | Henri Laurens                                              |
| 42                   | Ossip Zadkine                                              |
| 43                   | Francesco Mochi                                            |
| 44                   | Aleksandr Archipenko                                       |
| 45                   | Agostino di Duccio                                         |
| 46                   | Constantin Brâncuși                                        |
| 47                   | Francesco Laurana                                          |
| 48                   | Andrea Pisano                                              |
| 49                   | Tilman Riemenschneider                                     |
| 50                   | Antonio Rossellino                                         |
| 51                   | Francesco di Giorgio                                       |
| 52                   | Honoré Daumier                                             |
| 53                   | Jean-Antoine Houdon                                        |
| 54                   | Émile-Antoine Bourdelle                                    |
| 55                   | Leone e Pompeo Leoni                                       |
| 56                   | Nicolaus di Verdun                                         |
| 57                   | Alberto Giacometti                                         |
| 58                   | Il Riccio                                                  |
| 59                   | Antonio Begarelli                                          |
| 60                   | Stefano Maderno                                            |
| 61                   | L'Antico                                                   |
| 62                   | Mino da Fiesole                                            |
| 63                   | Arp                                                        |
| 64                   | Nanni di Banco                                             |
| 65                   | Germaine Richier                                           |
| 66                   | Guido Mazzoni                                              |
| 67                   | Antonio Canova                                             |
| 68                   | Arturo Martini                                             |
| 69                   | Juan Martínez Montañés                                     |
| 70                   | Michelangelo : prima parte                                 |
| 71                   | Michelangelo : seconda parte                               |
| 72                   | Juan de Juni                                               |
| 73                   | Pietro, Tullio e Antonio Lombardo                          |
| 74                   | Benedetto Antelami                                         |
| 75                   | Anton Pevsner                                              |
| 76                   | Nicola Pisano                                              |
| 77                   | Étienne Maurice Falconet                                   |
| 78                   | Jean-Baptiste Carpeaux                                     |
| 79                   | Sluter e la scultura Borgognona                            |
| 80                   | Pierre Puget                                               |
| 81                   | Edgar Degas                                                |
| 82                   | La scultura italiana dell'800                              |
| 83                   | François Duquesnoy                                         |
| 84                   | La scultura italiana del '700                              |
| 85                   | Alessandro Algardi                                         |
| 86                   | La scultura gotica nell'Italia settentrionale              |
| 87                   | I seguaci del Bernini                                      |
| 88                   | La scultura gotica in Francia e in Germania: prima parte   |
| 89                   | La scultura gotica in Francia e in Germania: seconda parte |
| 90                   | La scultura tedesca del '700                               |
| 91                   | La scultura romanica in Francia: prima parte               |
| 92                   | La scultura romanica in Francia: seconda parte             |
| 93                   | La scultura francese del '700: prima parte                 |
| 94                   | La scultura francese del '700: seconda parte               |
| 95                   | Aristide Maillol                                           |
| 96                   | La scultura tedesca dell'800                               |
| 97                   | La scultura romanica in Spagna                             |
| 98                   | La scultura francese della prima metà dell'800             |
| 99                   | La scultura gotica in Spagna                               |
| 100                  | La scultura tedesca del Medio Evo                          |
| 101                  | La scultura nel Medioevo                                   |
| 102                  | Gli sviluppi della scultura gotica in Europa               |
| 103                  | La scultura del Rinascimento nell'Italia centrale          |
| 104                  | Gli sviluppi della scultura rinascimentale                 |
| 105                  | La scultura del Cinquencento in Europa                     |
| 106                  | La scultura barocca                                        |
| 107                  | La scultura del Settecento in Europa                       |
| 108                  | La scultura dell'Ottocento in Europa                       |
| 109                  | La scultura del Novecento: prima parte                     |
| 110                  | La scultura del Novecento: seconda parte                   |
| 111                  | Indice dei nomi                                            |
| 112                  | Bibliografia generale                                      |